# کارل کورنر
کارل کورنر (به آلمانی: Karl Körner) (زاده ۱۹ آوریل ۱۹۲۰ - مرگ ۸ اوت ۱۹۹۷) یک افسر وافن اس اس اهل آلمان و یکی از موفق‌ترین فرمانده‌های تانک در دوران جنگ جهانی دوم بود. 
وی به خاطر نشان دادن شجاعت بی اندازه در میدان نبرد و مهارت‌های فوق العاده در فرماندهی تانک، موفق به دریافت نشان صلیب آهنی شوالیه از پیشوا شد. او بیش از ۱۰۰ تانک دشمن را در طول دوره خدمت خود منهدم ساخت.

## زندگینامه
وی متولد ۱۹ آوریل ۱۹۲۰ در شهر هویم ایالت زاکسن-آنهالت آلمان است و در زمان جنگ جهانی دوم داوطلب عضویت در وافن اس اس شد.
در آوریل سال ۱۹۴۵، کورنر یک فرمانده جوخه در گروهان دوم گردان ۵۰۳ زرهی سنگین وافن اس اس در حال انجام عمل پشتیبانی از عملیات یگانهای پیاده در منطقه بولرزدورف در قسمت شرقی برلین بود. در این عملیات او متوجه حضور دو تانک یوزف استالین دو در منطقه شد. او یکی از تانکها را مورد هدف قرار داده و منهدم کرد و دومی نیز در حالیکه در حال چرخیدن برای هدف گیری تانک کورنر بود در یک حفره تله تانک افتاد و خدمه آن، تانک را رها کرده و متواری شدند. کورنر در جاده بولرزدورف به اشتراوزبرگ پیشروی کرد و در این منطقه یک تیپ زرهی شوروی را که مشتمل بر یازده تانک یوزف استالین دو و حدود ۱۲۰ تا ۱۵۰ تانک تی-۳۴ که در حال سوخت گیری و تجدید تسلیحات بودند، دید. کورنر به سمت تانک‌های دشمن شلیک کرد و تمام تانک‌های یوزف استالین دو را منهدم ساخت و سپس به سمت تاتکهای تی-۳۴ آتش گشود. تعدادی از کامیونهای حمل سوخت و مهمات منفجر شدند که باعث ترس و وحشت در بین خدمه تانک‌های شوروی شد. بعد از اینکه کورنر تمام گلوله‌های خود را شلیک کرد، به سمت خطوط نیروهای آلمانی عقب نشینی کرد. 
کورنر ۳۶ گلوله از تانک ببر دو خود شلیک کرده بود و با این ۳۶ گلوله، ۳۶ تانک دشمن را منهدم ساخته بود.